# Vila Nova da Barca
Vila Nova da Barca ist eine Ortschaft und ehemalige Gemeinde in Mittel-Portugal.

## Geschichte
Die Ortschaft geht vermutlich auf die Zeit nach der Reconquista zurück. So wurde 1194 erstmals ein Fährboot (port. barca) erwähnt, das hier den nahen Mondego querte. Ein Dokument des Jahres 1258 erwähnte dann bereits eine Ortschaft mit einer Reihe hier fest lebender Siedler. Später wurde Vila Nova da Barca eine eigene Gemeinde. Im Zuge der Verwaltungsreformen nach der Liberalen Revolution 1822 wurde Vila Nova da Barca kurzzeitig ein eigener Kreis, bis dieser 1844 wieder aufgelöst und dem Kreis von Verride angeschlossen wurde. Nach dessen Auflösung wurde Vila Nova da Barca 1854 dem Kreis von Montemor-o-Velho angegliedert.
Vila Nova da Barca blieb eine eigene Gemeinde, bis diese im Zuge der kommunalen Neuordnung 2013 aufgelöst und mit Verride und Abrunheira zusammengeschlossen wurde.

## Verwaltung
Vila Nova da Barca ist eine ehemalige Gemeinde (Freguesia) im Kreis (Concelho) von Montemor-o-Velho, im Distrikt Coimbra. In ihr leben 291 Einwohner (Stand 30. Juni 2011).
Die Gemeinde bestand aus folgenden Ortschaften:
- Caixeira
- Marujal
- Vila Nova da Barca

Im Zuge der kommunalen Neuordnung Portugals nach den Kommunalwahlen am 29. September 2013 wurde die Gemeinde mit Verride und Abrunheira zur neuen Gemeinde União das Freguesias de Abrunheira, Verride e Vila Nova da Barca zusammengeschlossen. Die Gemeindeverwaltung in Vila Nova da Barca blieb als Bürgerbüro vor Ort erhalten.

## Verkehr
Über den Haltepunkt von Marujal hat Vila Nova da Barca eine Anbindung an die Eisenbahnstrecke Ramal de Alfarelos.
Die Nationalstraße N341 quert den Ort und stellt eine Verbindung zur etwa 10 km westlich verlaufenden Autobahn A17 her. Östlich erreicht die N341 nach etwa 5 km Alfarelos, wo eine Verbindung zur Eisenbahnstrecke Linha do Norte und mit der Nationalstraße N347 zudem eine Anbindung an die etwa 4 km nördlich verlaufenden Autobahn A14 und weiter an die insgesamt 6,5 km entfernte Kreisstadt Montemor-o-Velho besteht.
Der öffentliche Personennahverkehr wird durch private Busverbindungen betrieben.